# Kamaran
L'isola di Kamaran (in arabo كمران ) è la più grande isola yemenita nel mar Rosso e si trova alla coordinate 15.35 Nord, 42.5667 Est, occupando una posizione strategica nel mar Rosso. L'isola ha una superficie di circa 108 km² e misura circa 18 km di lunghezza per 7 km di larghezza.
È un'isola continentale in quanto si trova sulla piattaforma continentale della penisola arabica ed è circondata per tre lati da una barriera corallina. Sull'isola si trova la città di Furah.

## Storia
Kamaran era già abitata da secoli quando nel XVI secolo i portoghesi vi insediarono un avamposto. L'isola fu poi occupata dall'Impero ottomano nel XIX secolo quando fu utilizzata come stazione per la quarantena dei pellegrini che si recavano alla città santa della Mecca.
Nel 1915, durante la prima guerra mondiale, i britannici si impadronirono dell'isola, anche se non ne reclamarono ufficialmente il possesso.
Nel 1923, a seguito del trattato di Losanna che smembrava l'impero ottomano, l'isola fu sottratta alla sovranità della Turchia, senza che però fosse deciso a chi fosse poi assegnata l'isola. Le autorità britanniche stipularono due accordi con i Paesi Bassi, nel 1926, e l'Italia, nel 1938, per lo stanziamento di funzionari medici nell'isola, che all'epoca fungeva da stazione di quarantena per i pellegrini diretti alla Mecca.
Nel 1949 la Gran Bretagna formalizzò il fatto che il governatore di Aden governasse anche sull'isola, anche se questa non divenne parte della colonia.
Nel 1967 Kamaran fu acquisita allo Yemen del Sud, ma nel 1972 fu occupata dalla Repubblica Araba dello Yemen. Seguendo le sorti dell'intero paese, dal 1990 l'isola fa parte dello Yemen riunificato.